# Fuling (meteoryt)
Fuling – meteoryt żelazny, znaleziony 1960 w chińskiej prowincji  Syczuan. Meteoryt Fuling jest jednym z sześciu zatwierdzonych meteorytów znalezionych w tej prowincji.